# Aeroportul Bathurst Island
Aeroportul Bathurst Island (IATA: BRT, ICAO: YBTI) este un aeroport din Teritoriul de Nord, Australia ce deservește zona Bathurst Island⁠(d). Aeroportul a fost tranzitat în 2022 de 13.617 pasageri. A fost numit după zona deservită.
Situat la o altitudine de 22 m, aeroportul dispune de o singură pistă. Este operat de Tiwi Islands Region⁠(d).